# Đình thần Hưng Long
Đình thần Hưng Long tọa lạc tại Khu phố 4, phường Hưng Long, thị xã Chơn Thành, tỉnh Bình Phước. Với lịch sử hơn 150 năm hình thành và phát triển, đình thần Hưng Long đánh dấu thời kỳ “khai sơn phá thạch” và đóng một vai trò quan trọng trong đời sống tín ngưỡng của người Việt trên vùng đất Bình Phước.

## Lịch sử hình thành
Vùng đất Chơn Thành, tỉnh Bình Phước xưa kia dưới triều vua Gia Long Nhà Nguyễn thuộc trấn Biên Hòa rộng lớn, vốn là vùng rừng núi hoang sơ, ít người đến được, muốn tới phải băng rừng lội suối vạch lau sậy đi theo lối mòn của tiều phu hay thợ săn. Quang cảnh chỉ toàn là rừng thẳm, non xanh, nhìn ra mịt mù mây khói, dã thú nhởn nhơ. Trong khoảng đầu thế kỷ XVII đến giữa thế kỷ XIX, cư dân ở vùng Thanh – Nghệ - Tĩnh đã bắt đầu tìm đến định cư, xây dựng cuộc sống mới với nhiều gian khổ. Những năm sau 1975, cư dân các tỉnh miền núi phía Bắc đã di cư vào đây thành lập xóm làng. Do thiên nhiên không mấy ưu đãi nên những cư dân đầu tiên đến vùng này đã phải vất vả nhiều hơn các nơi khác mới có thể tạo dựng cơ nghiệp cho mình. Tuy vậy, với truyền thống lao động cần cù, chịu thương chịu khó, chung lưng đấu cật, những cư dân Việt bám vào đất này đã dần dần tạo dựng nên một vùng đất Chơn Thành trù phú, rộng lớn như ngày hôm nay.
Cùng với quá trình khai hoang lập làng thì đình, chùa, miếu mạo khắp nơi được xây dựng trên địa bàn huyện Chơn Thành nhằm tôn vinh thờ cúng những vị tiên hiền đã có công giúp nhân dân làm ăn, sinh sống, tôn thờ những thế lực siêu nhiên trong tín ngưỡng tâm linh của mỗi người. Hệ thống đình, đền, chùa, miếu ở Chơn Thành khá cổ kính, tất cả đều mang trong mình những giá trị truyền thống dân tộc, ghi lại những dấu tích lịch sử qua các thời đại. Đình thần Hưng Long là một trong những kiến trúc truyền thống ấy.
Theo lời truyền khẩu của các bậc cao niên và căn cứ vào các sắc phong do triều Nguyễn ban tặng, đình thần Hưng Long được tạo lập vào năm 1850 bởi những người dân từ vùng Phú Lợi (Bình Dương) di cư đến Chơn Thành lập nghiệp. Họ mang theo tín ngưỡng thờ cúng Thần Thành hoàng bổn cảnh. Theo năm tháng, ngôi đình đã đồng hành, chứng kiến những thăng trầm của địa phương, có vai trò quan trọng trong đời sống tâm linh của người dân Chơn Thành góp phần làm phong phú thêm đời sống tinh thần của cư dân trong vùng. Ban đầu đình được xây dựng gần cầu Bến Đình (khu phố 4, phường Hưng Long ngày nay). Sau đó, đình được di chuyển đến địa điểm khác (thuộc khu phố 3, phường Hưng Long ngày nay). Năm 1946, quân Pháp đã đánh sập đình, người dân trong làng coi đây là một điều tối kỵ không tốt cho cuộc sống và phát triển của nhân dân trong vùng cho nên đến năm 1963, đình được xây dựng tại vị trí gần cầu Bến Đình. Do tọa lạc tại xã Hưng Long cho nên đình được gọi tên là Đình thần Hưng Long, tên gọi này tồn tại cho tới ngày nay.

## Đặc điểm kiến trúc
Ngôi đình rộng 4 055m2 quay về hướng Nam. Theo Triết học phương Đông thì hướng Nam gắn với quẻ Ly trong Kinh Dịch, quẻ của ánh lửa rực rỡ, hướng Nam còn được coi là hướng của thánh nhân: “Thánh nhân nam diện nhi thính thiên hạ” có nghĩa là: “Thánh nhân ngồi quay về hướng Nam để nghe thiên hạ”. Đồng thời hướng Nam cũng tận dụng được nhiều yếu tố thuận tiện của thời tiết miền Nam, tránh được gió phương Bắc và các cơn bão phương Đông.
Đình được xây dựng theo lối kiến trúc ba gian hai chái gồm tòa hậu cung và tòa đại bái tách biệt. Ở giữa sân đình có một bức bình phong, buộc khách vào đình phải đi vòng sang hai bên. Bức bình phong được đặt theo quan niệm phong thủy để vừa che chắn những điều không hay, vừa tạo sự kín đáo cho công trình phía trong. Bên trong đình, ngay cửa là tượng hai con hạc chầu phục, tượng trưng cho sự trang nghiêm nơi thờ thần thánh. Trong hậu cung, bên trái (tả vu) thờ Thổ Địa Bát Gia, bên phải điện (hữu vu) thờ Trí Mạng Đế Quân. Cách bàn thờ Trí Mạng Đế Quân hai thước về phía trước là bàn thờ Hậu Hiền – người có công khai cơ. Cách bàn thờ Thổ Địa Bát Gia hai thước là bàn thờ Tiền Hiền – người có công khai khẩn. Gian thứ hai là nhà Giàng (còn gọi là võ ca) dùng để tiếp khách, ngoài ra còn có các long ngai, hương án thờ phụng thành hoàng với đầy đủ các đồ tế khí: ngũ sự, bát cửu vàng son lộng lẫy, các đồ nghi trượng, chấp kích, tàn lọng, kiệu cờ đầy vẻ uy nghi. Ở giữa chánh điện là hai bức hoành phi được sơn son thiếp bạc. Nội thất đình chia làm hai phần. Phần thứ nhất là bái đường khá rộng, có ba hương án bằng gỗ sơn chạm trổ hoa văn tinh xảo. Đây cũng là nơi người dân đứng dâng hương cúng lạy trong các buổi lễ tế.
Tòa đại bái ba gian được dựng lên bằng gỗ tứ thiết, xây dựng theo kiểu bít đốc, mái lợp ngói mũi, xòe ra ôm rộng lấy thế đất. Bờ mái soi chỉ kép có trổ hoa tranh, thoáng, nhẹ mềm mại. Kết cấu chịu lực chính của đình gồm hệ thống cột cái, cột quân đều được làm bằng gỗ nguyên cây liên kết với nhau theo lối thượng rường-hạ kèo, đó là sự kết hợp của hai loại liên kết kèo lẻ, con rường một cách hết sức sáng tạo.
Trên các vì kèo, tất cả các đầu bẩy, đầu dư, đố, xà kẻ, ván gó… là nơi các nghệ nhân điêu khắc dân gian chạm khắc các đề tài tái hiện cuộc sống lao động của con người, cảnh sắc thiên nhiên giàu tính dân gian, hết sức phong phú và sinh động. Trên mái đình trang trí hình “lưỡng long triều nguyệt” uy nghiêm sống động. Hậu tẩm có xây ba án thờ. Án giữa thờ thành hoàng, thổ địa. Án bên phải thờ các bậc tiền Khai canh, hậu Khai khẩn. Án bên trái thờ có các vị có công xây dựng đình.

## Lễ hội
Hàng năm cứ theo thường lệ, đình thần Hưng Long tổ chức Lễ Khai sơn (7/1 âm lịch), Lễ Kỳ yên (15/2 đến16/2), Lễ Cầu bông (16/6 âm lịch), Lễ Rước thần (25/12 đến 30/12 âm lịch). Các lễ hội có mục đích cầu quốc thái dân an, cầu cho dân làng được yên ổn để tăng gia sản xuất, năm mới sức khỏe dồi dào, nhà nhà yên vui, hạnh phúc, mưa thuận gió hòa. Trước ngày lễ, con cháu các họ tập trung tại đình lo quét dọn, trang hoàng, bài trí, phân công người phụ trách đi chợ và bếp núc. Bên cạnh phần lễ còn có phần hội thường tổ chức ăn uống, đây là dịp để mọi người chúc tụng nhau, gặp gỡ gửi gắm những tình cảm cầu cho một năm mạnh khỏe, làm ăn phát tài phát lộc, phần dư được cất giữ cho những phần lễ hội khác hoặc để trùng tu tôn tạo cho ngôi đình những năm sau này.

## Công nhận di tích
Đình thần Hưng Long là một thiết chế văn hóa mang màu sắc tâm linh trong quan niệm đa thần và thờ thần của người Việt Nam nói chung và người dân Chơn Thành tỉnh Bình Phước nói riêng, nhằm tạo biểu tượng kính vọng, thờ tự, mong được sự giúp đỡ của thần linh – thần hoàng. Bước vào trong đình, không khí mát dịu làm ta như trút bỏ mọi vướng mắc của đời sống, chìm vào không gian tâm linh bao bọc xung quanh để tĩnh tâm, chiêm bái những nghệ thuật kiến trúc điêu khắc. Và ta hiểu rằng, ngôi đình đang mở rộng về phía trước thầm lặng giữ gìn một di sản nghệ thuật vô giá, mà đến ngày hôm nay vẫn thấy hiển hiện đời sống xã hội mấy trăm năm về trước và để lại những giá trị to lớn về văn hoá, lịch sử và nghệ thuật. Nhờ vậy tình ấp nghĩa xóm, sự đoàn kết cộng đồng được gìn giữ trong truyền thống của con người Việt Nam.
Với những giá trị to lớn về lịch sử và văn hóa, đình thần Hưng Long được Ủy ban nhân dân tỉnh Bình Phước xếp hạng và công nhận di tích lịch sử - văn hóa cấp tỉnh vào ngày 15 tháng 12 năm 2004.